# 慈濟大學

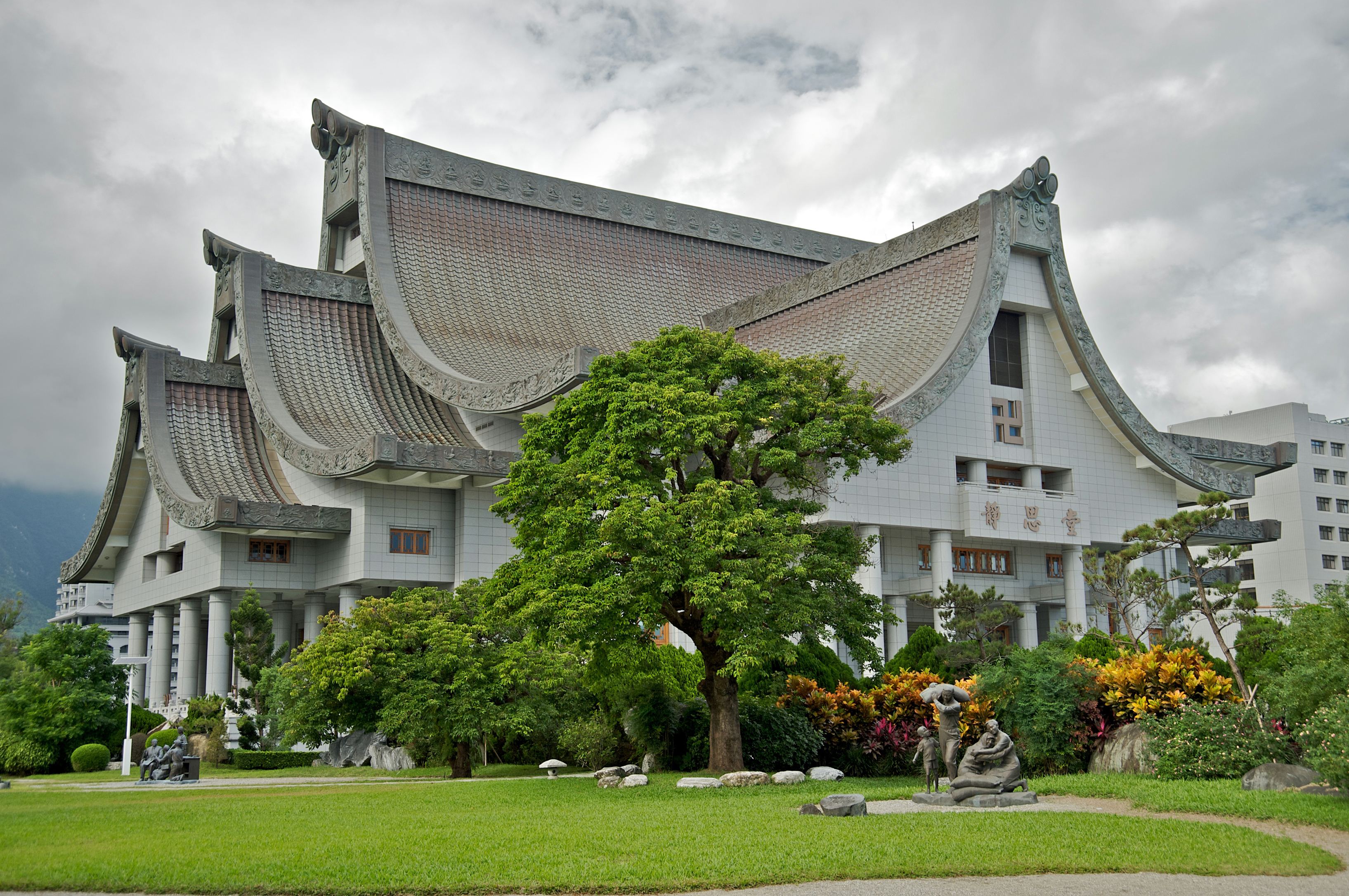
慈濟花蓮靜思堂

佛教慈濟大學（英語：縮寫：TCU），簡稱慈濟大學、慈大，為一所建立於臺灣花蓮市的佛教綜合型大學，由慈濟基金會捐助創立。前身為慈濟醫學院，創辦於1994年，為東臺灣第一座醫學院。
慈濟大學為私立非營利大學，為臺灣低師生比大學之一，師生比達1：5。合校後首任校長劉怡均曾表示慈濟大學源於大眾捐輸，應定位為一所大眾的「公立大學」。
慈濟大學校務基金由佛教慈濟慈善基金會支持，學費收入僅占約20%，其中慈善及醫療基金會每年均挹注將近50% ( 產學合作18.4%、捐助30.9%，合計49.3%)之經費支持慈大教育，另有政府補助計劃經費支持，財務健全且零負債。 慈濟大學與慈濟醫院、大愛電視等同為慈濟基金會之附屬機構，在教學實習及科研上有深度合作，但其財務運作獨立於學校（慈濟醫院與慈濟大學非隸屬關係）。
根據2023–2024學年度資料，慈濟大學在全台私立大學中可用資金排名第三，約為 5,649,814 千元新台幣，僅次於明志科技大學與亞東科技大學。
當今慈濟大學由慈濟科技大學（肇始於1989年，即建國校區）與慈濟大學（肇始於1994年，即中央校區）合校而成。

## 校史
慈濟科技大學（ Tzu Chi University of Science and Technology）
1988年7月31日花蓮慈濟醫院啟用後兩年，慈濟基金會籌辦「慈濟護理專科學校」學校用地正式動土。
1989年9月17日慈濟護理專科學校開學典禮與花蓮慈濟醫院三週年院慶同地舉行，典禮結緣品為靜思語。 
慈濟護專專門培育護理專業人才。首任校長為楊思標博士，第一屆新生為107名，開學典禮吸引近兩萬名人員觀禮祝福。為慈濟教育志業起點（第一所辦理的學校），亦為東部地區護理人才培養之始。 
該校成立之精神理念為：
一、解決東部少女的就學就業問題（尤其是原住民的少女更需要協助就學就業）
二、就地取才，以減低護理人員的流動率
三、以慈濟培養出來的人間活菩薩，把慈濟精神帶到各大醫院膚慰病患。
2000年8月，改制為「慈濟技術學院」。
2005年8月，升格為「慈濟科技大學」，設置護理、人類發展與健康照護、資訊管理等學院。
2024年8月，協同慈濟大學合校，成為慈濟大學建國校區。

### 慈濟大學（ Tzu Chi University）
1986年花蓮慈院落成啟用後，釋證嚴感於花東地區招募醫護人員之困難，萌生創辦教育之心。為培育良醫，在1994年10月創辦「慈濟醫學院」。
1998年8月，更名為「慈濟醫學暨人文社會學院」。
2000年8月，改名為「慈濟大學」，設醫學院、生命科學院、人文社會學院及教育傳播學院。
2000年9月，成立「慈濟大學附屬高級中學」及「慈濟大學實驗國民小學」。
2002年，成立「慈濟大學實驗國民小學附設幼稚園」。
2007年9月，新增人文社會學院校區（介仁校區）。
2011年8月，慈濟大學附屬高級中學與慈濟大學實驗國民小學合併為「慈濟大學附屬高級中學」（含高中部、國中部、國小部、附設幼稚園）
2011年10月，校名更名為「慈濟學校財團法人慈濟大學」。
2014年，苗栗分部籌設案獲准通過，預定地為原新竹玻璃公司苗栗廠廠區（苗栗市中華路243號），計畫將成立環境永續發展學院，設置環境教育研究所、綠色產業研究所、安謐災害研究所。
2017年8月，慈濟將苗栗分部預定地改向苗栗縣政府申請變更為社會福利專區，苗栗分部計畫延宕。
2018年，增設國際暨跨領域學院。原隸生命科學院之生命科學系、分子生物人類遺傳學系，併入醫學院，生命科學院撤銷。原隸共同教育處之華語中心、英語教學中心改隸國際暨跨領域學院；原隸共同教育處之通識教育中心、體育教學中心改隸教育傳播學院，共同教育處撤銷。英美語文學系自人文社會學院改隸國際暨跨領域學院。
2020年，增設國際服務產業管理學士學位學程。
2021年，增設國際數位媒體科技學士學位學程。
2024年8月1日，教育部核准慈濟科技大學及慈濟大學合併。
同年增設藥學系及學士後護理學系。
2025年，學士後護理學系第二屆起正式由建國校區護理學院招生與管理。

## 教學研究單位

### 中央校區
| 醫學院 | 大學部                 | 研究所                    |
| ------ | ---------------------- | ------------------------- |
| 醫學院 | 醫學系                 | 生物醫學碩士班            |
| 醫學院 | 醫學系                 | 醫學科學研究所博士班      |
| 醫學院 | 醫學系                 | 藥理暨毒理學碩士班/博士班 |
| 醫學院 | 藥學系(113學年新設)    | 臨床藥學研究所碩士班      |
| 醫學院 | 醫學檢驗生物技術學系   | 碩士班                    |
| 醫學院 | 物理治療學系           | 碩士班                    |
| 醫學院 | 公共衛生學系           | 碩士班                    |
| 醫學院 | 學士後中醫學系         | 碩士班                    |
| 醫學院 | 分子生物暨人類遺傳學系 | 碩士班                    |
| 醫學院 | 醫學影像暨放射科學系   | 碩士班                    |
| 醫學院 | 濫用藥物檢驗中心       |                           |

| 生物醫學科技學院 | 大學部                          | 研究所              |
| ---------------- | ------------------------------- | ------------------- |
| 生物醫學科技學院 | 醫學資訊學系                    | 碩士班              |
| 生物醫學科技學院 | 生物醫學暨工程學系(112學年新設) | 碩士班(112學年新設) |
| 生物醫學科技學院 | 永續暨防災碩士學位學程          |                     |

| 博雅天空書院 | 通識教學中心 |
| 博雅天空書院 | 體育教學中心 |

### 介仁校區
| 人文傳播暨社會科學學院 | 大學部                       | 研究所             |
| ---------------------- | ---------------------------- | ------------------ |
| 人文傳播暨社會科學學院 | 社會工作學系                 | 碩士班             |
| 人文傳播暨社會科學學院 | 人類發展與心理學系           | 碩士班             |
| 人文傳播暨社會科學學院 | 東方語文學系                 | 碩士班             |
| 人文傳播暨社會科學學院 | 兒童發展與家庭教育學系       |                    |
| 人文傳播暨社會科學學院 | 外國語文學系                 |                    |
| 人文傳播暨社會科學學院 | 傳播學系                     | 碩士班             |
| 人文傳播暨社會科學學院 | 國際數位媒體科技學士學位學程 |                    |
| 人文傳播暨社會科學學院 | 宗教與人文研究所             |                    |
| 人文傳播暨社會科學學院 | 教育研究所                   |                    |
| 人文傳播暨社會科學學院 | 師資培育中心                 | 華語培育中心       |
| 人文傳播暨社會科學學院 | 外語教學中心                 | 實習廣播電台       |
| 人文傳播暨社會科學學院 | 媒體製作暨教學中心           | 慈濟學教學研究中心 |

## 歷任校長
| 任別  | 姓名   | 任期                    | 備註                                                 |
| ----- | ------ | ----------------------- | ---------------------------------------------------- |
| 1-3   | 李明亮 | 1993年2月－2000年5月    | 2000年5月20日－2002年8月31日入閣任行政院衛生署署長。 |
| 4     | 藍忠孚 | 2001年3月－2002年7月    |                                                      |
| 5     | 方菊雄 | 2002年12月－2005年11月  |                                                      |
| 6-9   | 王本榮 | 2006年3月－2019年8月1日 |                                                      |
| 10-12 | 劉怡均 | 2019年8月1日－          | 2024年8月1日合校後續任。                             |

## 附屬學校
- 附屬中學：慈濟大學附屬高級中學
- 附屬中學國小部與幼稚園：慈濟大學附屬高級中學國小部 （附設幼稚園 ）

## 教學研究

### ESI大學排名
慈濟大學進入2011年的ESI大學排名的學門有以下一門，表示該學門的指標進入世界前1%。該年度台灣臨床醫學學門進入ESI排名計有15所。
| 學門     | 論文數全球排名 | 引用數全球排名 | 論文數全國排名 | 引用數全國排名 |
| -------- | -------------- | -------------- | -------------- | -------------- |
| 臨床醫學 | 1134           | 1843           | 11             | 11             |

### WOS排名
依據財團法人高等教育評鑑中心基金會公布的2004年至2009年WOS（Web of Science）收錄SCI期刊當中各學門論文數與被引次數表現在臺灣前15的學校名單統計，慈濟大學一共有6個學門列入前15名，其中4個學門在IF平均積分項目上列入前五名。其中「期刊影響係數（IF）」平均積分統計結果，神經科學與行為學IF平均積分全國排名第2，臨床醫學學門IF平均積分全國排名第2，精神病學與心理學門IF平均積分全國排名第3。
| 學門                   | 論文數排名 | 總引次數排名 | IF平均積分排名 |
| ---------------------- | ---------- | ------------ | -------------- |
| 臨床醫學學門           | 11         | 11           | 5              |
| 分子生物學與遺傳學學門 | 14         | 14           | 11             |
| 生物學學門             | 14         | 15           | 15             |
| 神經科學與行為學學門   | 8          | 6            | 2              |
| 藥理與毒理學學門       | 14         | 13           | 2              |
| 精神疾病/心理學學門    | -          | 8            | 3              |

### 網路學術影響力
依據西班牙國家研究委員會的研究顯示，截至2011年1月為止，慈大位列臺灣156所大學第30名，全世界第821名。
2020年4月，西班牙國家研究委員會所公布數據，其全球影響力為1883名。在台則為37名

### 學術期刊
- 《Tzu Chi Medical Journal 》
- 《慈濟通識教育學刊》
- 《慈濟大學教育研究學刊》
- 《慈濟大學人文社會科學學刊》
- 《慈中青年》
- 《慈大華語通訊》

## 校園環境

### 交通
中央校區
座落於花蓮慈濟園區與花蓮靜思堂、花蓮慈濟醫院比鄰，位址在花蓮市中央路三段與莊敬路交叉口，鄰近有花蓮車站及花蓮機場。
介仁校區
位於花蓮市介仁街上，大門對面為慈濟大學附屬高級中學（國小部），臨近碧雲莊社區、濟慈路。
建國校區

位於花蓮市建國路二段，鄰近吉安鄉太昌國小、濟慈路。校區校門對面即為宿舍區。

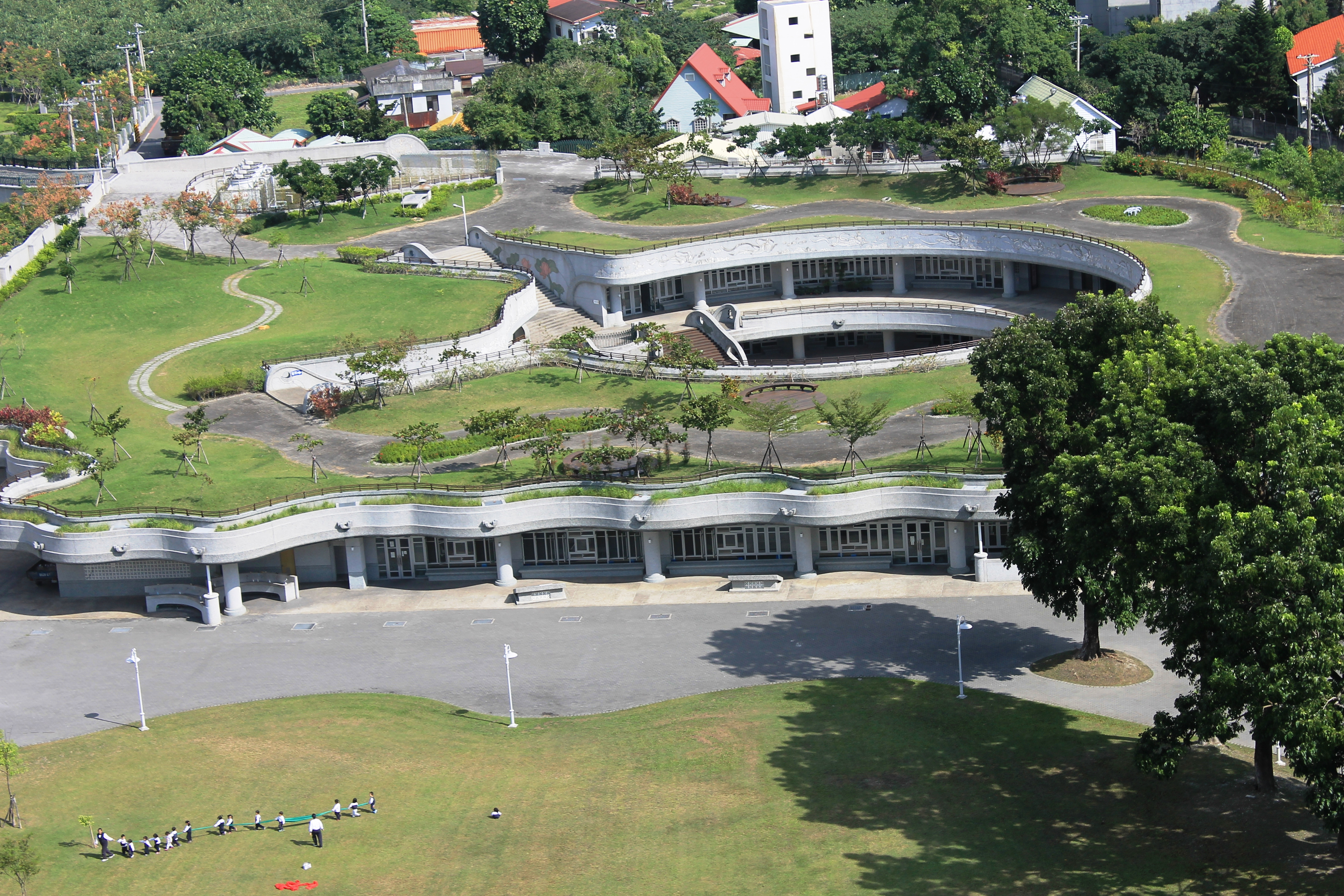
中央校區同心圓餐廳

## 友好學校
| 中心學校 - 國立臺灣大學（N2） | 淡水線夥伴學校 - 世新大學（A1） - 華梵大學（A2） - 慈濟大學（A3） - 佛光大學（A4） - 馬偕醫學院（A5） - 國立宜蘭大學（A6） - 國立東華大學（A7） | 雪山線夥伴學校 - 大同大學（B1） - 臺北醫學大學（B2） - 國立臺灣師範大學（B3） - 國立臺灣藝術大學（B4） - 國立臺北教育大學（B5） |

### 全球姊妹校
目前已與全球45所大學（2013年6月為止）簽訂為姊妹校，遍及亞洲、歐洲、美洲、澳洲，並與國外大專院校締結院系級合作關係，相互提供教師或學生出國進行學術訪問或短期進修機會。並設有慈大獎助學金，協助學生出國深造。

### 英語系國家
|                                                                                                 |                                                                                    |
| - 美国 - 加州大學柏克萊分校 - 印第安那大學 - 賽菲爾學院 - 科羅拉多學院 - 波莫納加州州立理工大學 | - 加拿大 - 不列顛哥倫比亞大學 - 加拿大第一民族大學 - 維多利亞大學 - - 格里菲斯大學 |

### 亞洲
| | |
| - 中華民國（臺灣） - 國立交通大學 - 國立中興大學 - 國立臺北科技大學 - 中华人民共和国 - 北京大學 - 上海交通大學 - 上海中醫藥大學 - 廣州中醫藥大學 - 廣西中醫藥大學 - 福建中醫藥大學 - 蘭州大學 - 廣州中山大學 - 中南大學 - 首都醫科大學北京佑安醫院 - 湖南大學 - - 大真大學 - 嶺南大學 - 東國大學 - 马来西亚 - 馬來亞大學 - 馬來西亞理科大學 - 馬來西亞國民大學 - 拉曼大學 - 印度尼西亞 - 印尼大學 - 越南 - 胡志明市外語資訊大學 | - 香港 - 香港大學 - 日本 - 日本佛教大學 - 淑德大學 - 天理大學 - 尚絅學院大學 - 愛知學院大學 - 菲律賓 - 聖道頓馬士大學 - 聖路克斯醫學院 - 安琪拉大學 - 新加坡 - 新加坡國立大學 - 泰國 - 瑪希敦大學 - 朱拉隆功大學 - 坤敬大學 - 佛統皇家大學 - 宋卡師範大學 - 詩納卡琳大學 - 司巴頓大學 - 納里宣大學 - 他信大學 - 馬希竇大學 - 印度 - SRM大學 |

### 歐洲
|                           |                       |
| - 瑞典 - 哈爾姆斯塔德大學 | - 英国 - 密德薩斯大學 |

### 中南美洲國家
|                               |                               |
| - 尼加拉瓜 - 尼加拉瓜商業大學 | - 委內瑞拉 - 委內瑞拉中央大學 |

## 學術排名
2019年 英國泰晤士報高等教育特刊發佈「世界大學影響力排名」（University Impact Rankings），台灣有12所學校上榜，慈濟大學以世界排名第67名為台灣之冠。
2025年《泰晤士高等教育世界大學影響力排名》中，SDG3「健康與福祉」領域表現亮眼，榮獲全球第64名。 整體排名位於世界第401-600名。

## 校歌
慈濟大學校歌與慈濟科技大學校歌
校歌節錄部分歌詞，因其代表慈濟既有文化特質，且全文涉及著作權，故僅摘錄精華以介紹校歌精神。
慈濟大學校歌（詞：賴西安、曲：李壽全）
歌詞展現了慈濟大學教育理念與精神，強調品格教育、慈愛、智慧與社會責任。節錄歌詞如下：
「慈愛為帆　虛心為槳，智慧生體諒，歡喜是泊岸。」、「誓願將心比心想，眾生平安，解我憂勞痛創。」
歌詞表達學生對母校的敬愛及承擔社會責任的志向。完整歌詞可參考慈濟大學官方網站或校內出版品。
慈濟科技大學校歌（詞：高信疆、曲：史擷詠）
2024年合校後，慈科大校歌由釋證嚴授意完整保留並作為慈濟大學護理學院院歌，象徵兩校歷史融合。節錄歌詞如下：「多少的祝福　寄託在我們肩上，生老病苦　需要雨露和陽光。」、「少年的心像蓮花一樣，在慈濟滋潤下綻放。」
歌詞強調護理學院學生承擔服務與慈悲的使命，以及在慈濟教育下成長的精神。

## 外部連結
- 慈濟大學全球資訊網 （页面存档备份，存于）
- 慈濟大學卓越計畫 （页面存档备份，存于）
- 慈濟大學社會教育推廣中心 （页面存档备份，存于）
- 慈濟大學校友服務網 （页面存档备份，存于）
- BBS站 - 慈濟大學蔚藍海岸BBS （页面存档备份，存于）  （私人站）